# Agathis dammara
Agathis dammara là một loài thực vật hạt trần trong họ Araucariaceae. Loài này được Lamb. Rich. & A.Rich. mô tả khoa học đầu tiên năm 1826.